# شرکت

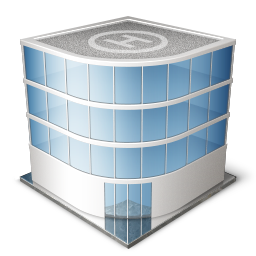
آیکن ساختمان شرکت

شِرکت یا کمپانی (به فرانسوی: Compagnie) به معنای یک شخصیت حقوقی، انجمن، بنگاه یا سازمان تجارتی است. به‌طور کلی، منظور از شرکت، سازمان یا بنگاهی است که تحت مالکیت دو یا چند نفر دارای فعالیت تجارتی یا بازرگانی (خرید و فروش کالا یا خدمات) در یک یا چند صنعت بوده و به منظور کسب درآمد فعالیت می‌کند.

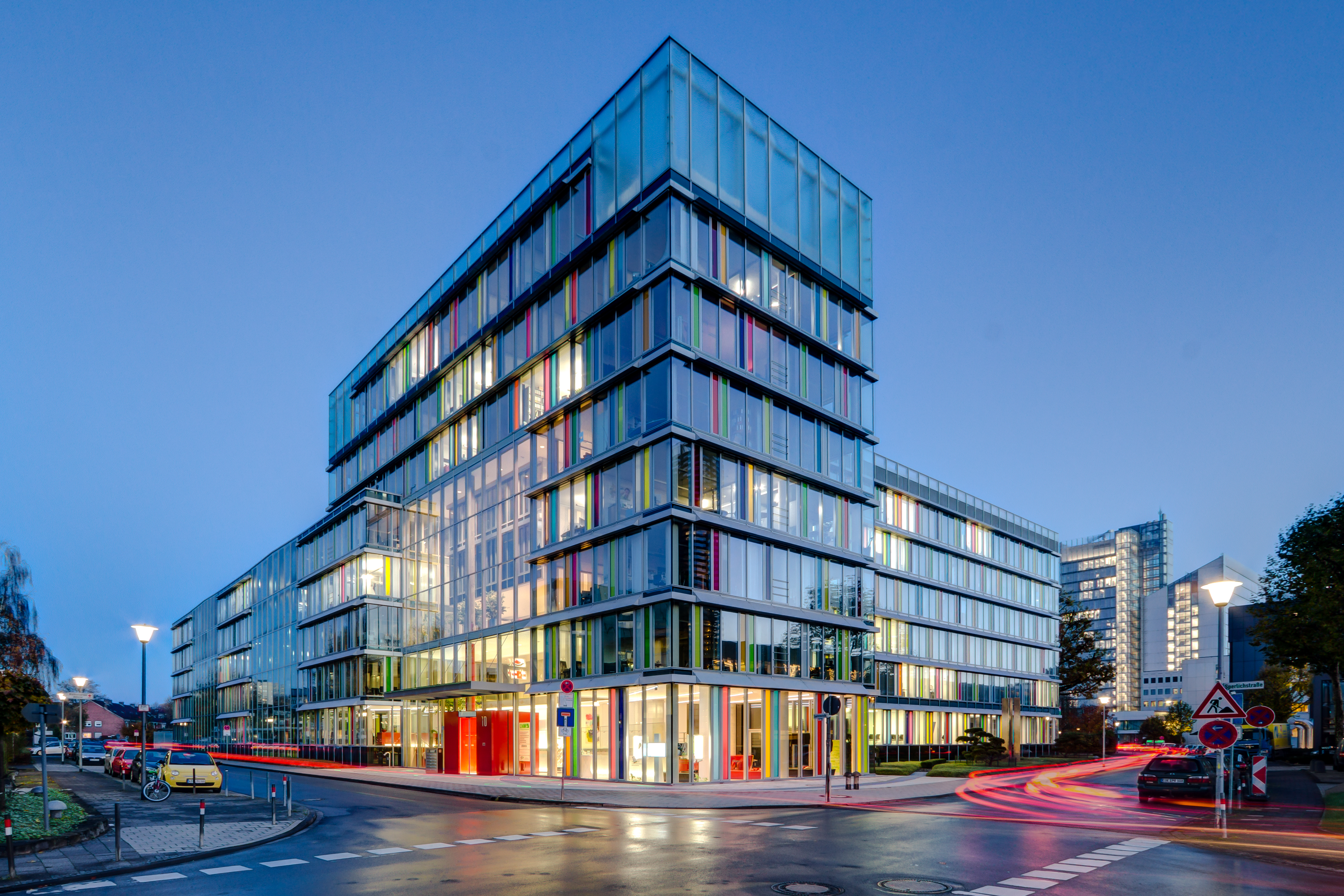
یک ساختمان اداری شرکتی مدرن در مونستر، نوردراین-وستفالن، آلمان

همان‌طور که از نام «شرکت» پیداست، به مفهوم شراکت داشتن چند نفر در مالکیت دارایی‌های سازمان اشاره دارد؛ لذا بنابر توضیحات قانون بازرگانی، نمی‌توان یک شرکت را فقط با مالکیت یک نفر تأسیس نمود. حداقل تعداد اعضا برای ثبت شرکت، دو نفر می‌باشد. بنابر تعریف قانون مدنی ایران:
شرکت عبارت است از اجتماع حقوق مالکان متعدد در شیء واحد به نحو اشاعه.
ولی این تعریف در برگیرنده مشاعات نیز است. بنابر مفهومی که از قانون بازرگانی (تجارت) استنباط می‌شود، شرکت قراردادی است که بر اساس آن اعضا یا شرکا سود حاصل از سرمایه را تقسیم می‌کنند. شرکت‌ها در قوانین شخصیت حقوقی دارند.

## تفاوت شرکت مدنی با شرکت تجاری (بازرگانی)
شرکت مدنی، تابع مقررات حقوق مدنی (شرکت، عبارت است از اجتماع حقوق مالکان متعدد در شی واحد به نحو اشاعه)و شرکت تجاری تابع مقررات و قوانین بازرگانی می‌باشد (در قانون تعریفی از شرکت تجاری وجود ندارد اما می‌توان آن را این گونه تعریف کرد:

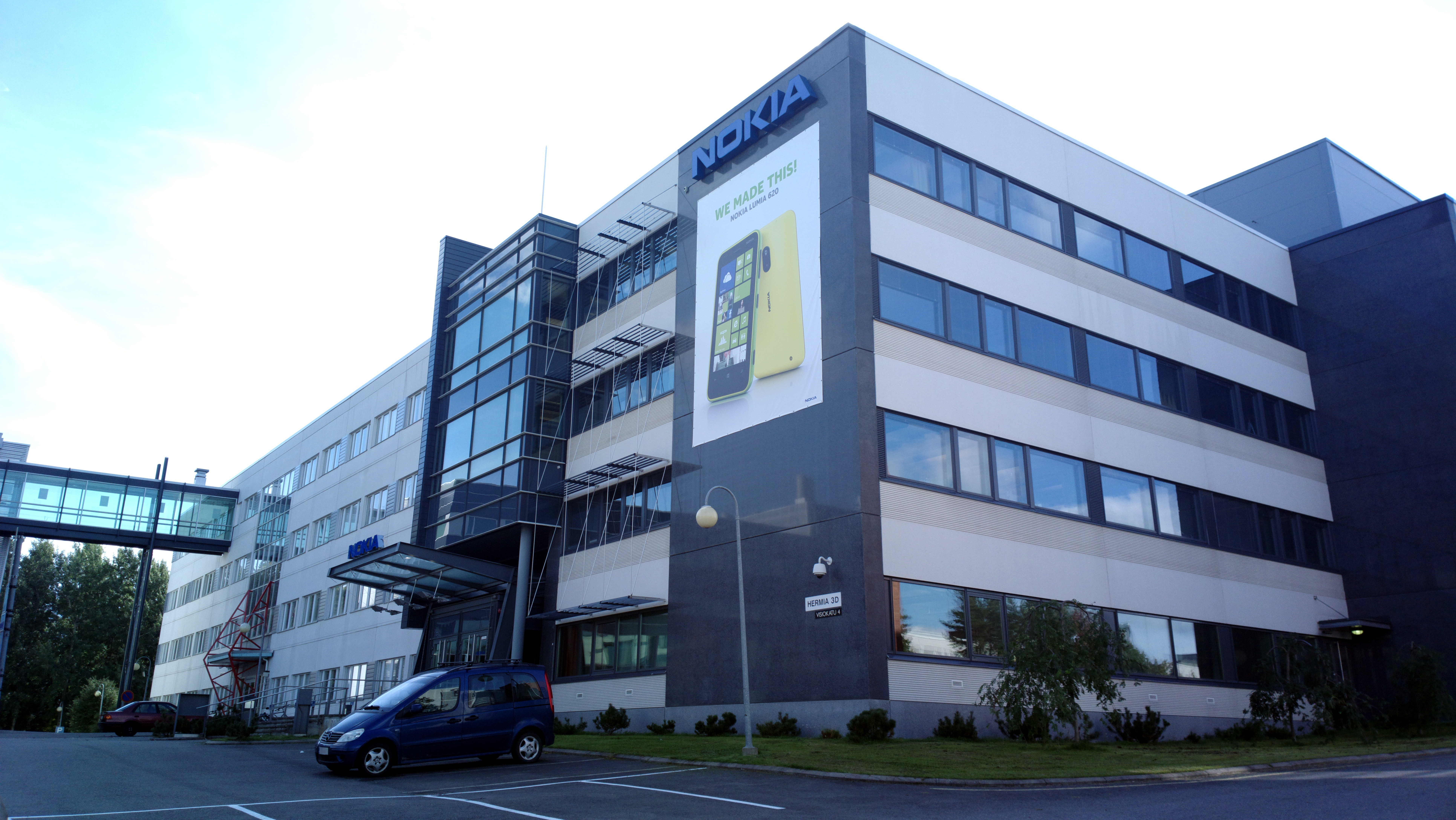
یک ساختمان اداری شرکت نوکیا در فنلاند

«شرکت تجارتی (بازرگانی) قراردادی است که به موجب آن یک یا چند نفر توافق می‌کنند، سرمایه مستقلی را که از جمع آورده‌های آن‌ها تشکیل می‌گردد اختصاص دهند و در منافع و زیان‌های احتمالی حاصل از به‌کارگیری سرمایه، شریک شوند.» و یا «شرکت، شخص حقوقی است که با رعایت قانون بازرگانی یا قانون خاص حسب مورد تشکیل شده باشد».)
- شرکت مدنی فاقد شخصیت حقوق مستقل است؛ اما کلیه شرکت‌های تجاری مذکور در قانون بازرگانی (تجارت) شخصیت حقوقی مستقل دارند.
- در شرکت تجهیزات برق مدنی تصمیم‌گیری برپایه اتفاق آرا یعنی رضایت تمامی شرکا بر پایه محصولات برق است، اما در شرکت تجاری، تصمیم‌گیری اصولاً برپایه اکثریت آرا است.
- شرکت تجاری بر پایه اراده و توافق اشخاص ایجاد می‌شود اما شرکت مدنی ممکن است از روی توافق ایجاد نشود، مانند شراکت ناشی از ارث برای ورثه.
- انحلال شرکت‌های بازرگانی (تجاری) تابع تشریفات خاصی است[۸] اما در شرکت مدنی هر شریکی هر وقت که بخواهد، می‌تواند تقاضای تقسیم مال مشترک را بنماید.[۹][۱۰]شرکت تجاری ترجیحا باید زمانی ثبت و تاسیس شود که اولا آن شرکت محصولی جهت فروش یا ارائه خدمات داشته باشد، ثانیا به حدی از بلوغ رسیده باشد که بتواند به تکالیف خود در قانون برای اشخاص حقوقی نظیر تکالیف مالیاتی عمل کند.[۱۱]

## انواع شرکت‌های تجاری (بازرگانی)
به‌طور کلی در قانون بازرگانی هفت گونه شرکت تجاری وجود دارد.
1. شرکت سهامی. (شامل شرکت سهامی عام و شرکت سهامی خاص)
2. شرکت با مسئولیت محدود.
3. شرکت تضامنی.
4. شرکت مختلط غیر سهامی.
5. شرکت مختلط سهامی.
6. شرکت نسبی.
7. شرکت تعاونی تولید و مصرف.

## سهام
سهم (مفرد سهام) اجزایی است که سرمایه هر شرکت را تشکیل می‌دهد. داشتنِ سهم مالکیت مشاعی بر سرمایه ایجاد نمی‌کند، مگر در هنگام انحلال شرکت.

### سهام‌دار
به اعضایِ شرکت در شرکت‌هایِ سهامی و تعاونی، سهامدار گفته می‌شود. اعضایِ شرکت، مالکان دارایی آن شناخته نمی‌شوند، بلکه صرفاً به نسبت سهام خود، دارای حقوقی نسبت به شرکت خواهند بود. سهام‌دار نسبت به شرکت حقوق و تعهداتی دارد. میزان این مسئولیت بسته به نوعِ شرکت متفاوت است.

## هیئت مدیره
هیئت مدیره هیئتی حداقل ۳ نفره است که کار اداره شرکت را بر عهده دارد. اعضایِ هیئت مدیره الزاماً نباید سهام‌دار شرکت باشند. مدیر عامل توسط هیئت مدیره عزل و نصب می‌شود.